# Zalakaros
Zalakaros ist ein Kurort im Kreis Nagykanizsa im Komitat Zala im westlichen Teil Ungarns. Die ca. 750 Jahre alte „ländliche“ Gemeinde mit ihren fast 2000 Einwohnern besitzt trotz ihrer geringen Fläche von nur 17,17 km² Stadtrechte und ist damit die kleinste Stadt in Ungarn.

## Geografische Lage
Der Ort liegt südwestlich des Plattensees (Balaton) nahe dem Naturschutzgebiet Kis-Balaton (Kleiner Plattensee) in den Zalaer Hügelketten. Nachbargemeinden sind Garabonc, Galambok und Zalakomár.

## Städtepartnerschaften
- Asperhofen, Österreich, seit 1995
- Olesno, Polen, seit 2008
- Puchheim, Deutschland, seit 1991

## Sehenswürdigkeiten
- Römisch-katholische Kirche Isteni Irgalmasság
- Römisch-katholische Kapelle Szent Anna

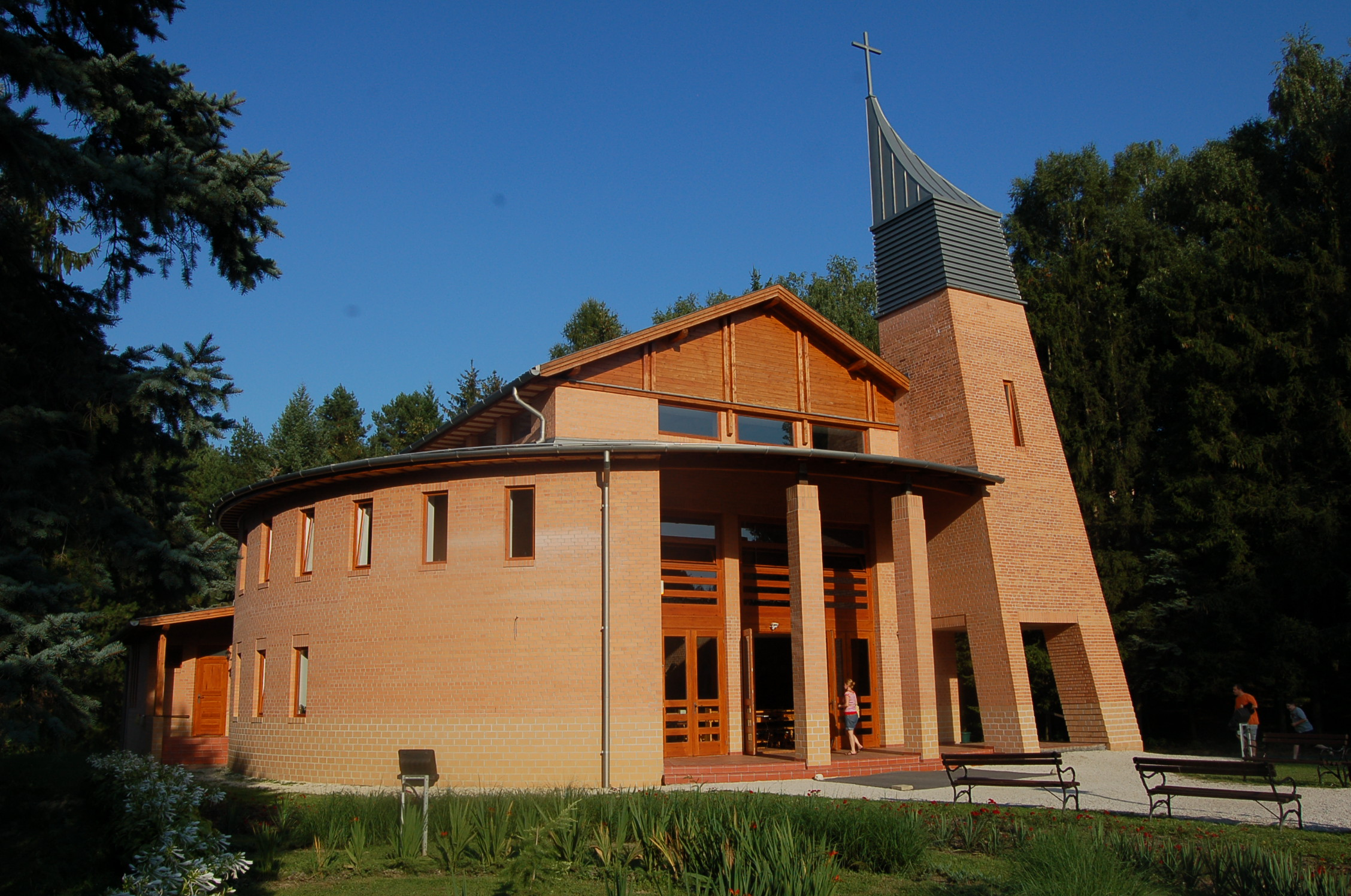
Röm.-kath. Kirche Isteni Irgalmasság
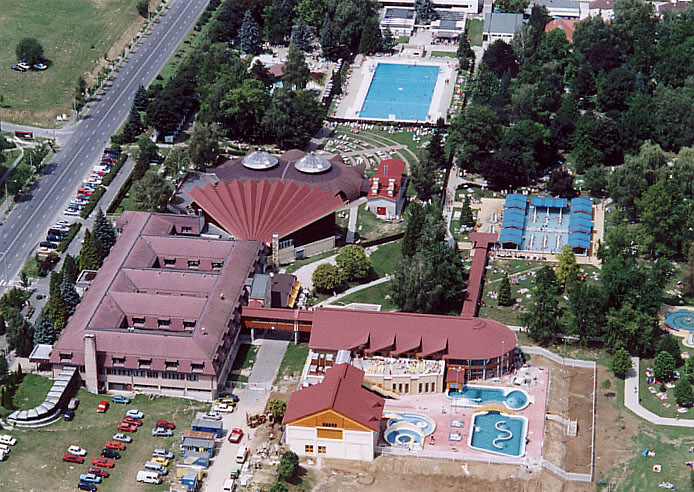
Die Außenanlagen des Heilbads in Zalakaros

## Tourismus
Zalakaros ist vor allem für sein modernes Thermal-, Heil- und Erlebnisbad bekannt. Nachdem eine Bohrung vor Ort im Jahr 1962 warmes Wasser aus 2000 Metern Tiefe zutage gefördert hatte und eine chemische Analyse die Heilwirkung des besonders mineralsalz- und schwefelhaltigen Wassers bestätigt hatte, wurde drei Jahre später das Bad errichtet. War das Bad mit seinem Heilwasser einst ausschließlich für die Behandlung chronischer Erkrankungen wie beispielsweise Rheuma vorgesehen, findet seither ein kontinuierlicher Modernisierungs- und Erweiterungsprozess statt, bei dem auch die Bereiche Fitness, Wellness und Spaß nicht unberücksichtigt bleiben.
Zalakaros wird von Touristen auch aufgrund seiner naturnahen Lage, die eine weitläufige Obst- und Weinbaukultur möglich macht, als Ferienort geschätzt. Die hügelige Landschaft der Weinberge bietet Spazier-, Wander- und Radwege.

## Verkehr
In Zalakaros treffen die Landstraßen Nr. 7521 und Nr. 7522 aufeinander. Der nächstgelegene Bahnhof befindet sich vier Kilometer südöstlich in Zalakomár.